# TREML2
TREML2 (англ. Triggering receptor expressed on myeloid cells like 2) – білок, який кодується однойменним геном, розташованим у людей на 6-й хромосомі. Довжина поліпептидного ланцюга білка становить 321 амінокислот, а молекулярна маса — 35 127.
| 10         |  | 20         |  | 30         |  | 40         |  | 50         |
| ---------- |  | ---------- |  | ---------- |  | ---------- |  | ---------- |
| MAPAFLLLLL |  | LWPQGCVSGP |  | SADSVYTKVR |  | LLEGETLSVQ |  | CSYKGYKNRV |
| EGKVWCKIRK |  | KKCEPGFARV |  | WVKGPRYLLQ |  | DDAQAKVVNI |  | TMVALKLQDS |
| GRYWCMRNTS |  | GILYPLMGFQ |  | LDVSPAPQTE |  | RNIPFTHLDN |  | ILKSGTVTTG |
| QAPTSGPDAP |  | FTTGVMVFTP |  | GLITLPRLLA |  | STRPASKTGY |  | SFTATSTTSQ |
| GPRRTMGSQT |  | VTASPSNARD |  | SSAGPESIST |  | KSGDLSTRSP |  | TTGLCLTSRS |
| LLNRLPSMPS |  | IRHQDVYSTV |  | LGVVLTLLVL |  | MLIMVYGFWK |  | KRHMASYSMC |
| SDPSTRDPPG |  | RPEPYVEVYL |  | I          |  |            |  |            |

A: Аланін

C: Цистеїн

D: Аспарагінова кислота

E: Глутамінова кислота

F: Фенілаланін

G: Гліцин

H: Гістидин

I: Ізолейцин

K: Лізин

L: Лейцин

M: Метіонін

N: Аспарагін

P: Пролін

Q: Глутамін

R: Аргінін

S: Серин

T: Треонін

V: Валін

W: Триптофан

Кодований геном білок за функцією належить до рецепторів. 
Локалізований у клітинній мембрані, мембрані.